# Heteropoda davidbowie
Heteropoda davidbowie (gelegentlich als „David-Bowie-Spinne“ bezeichnet) ist eine Webspinne aus der Familie der Riesenkrabbenspinnen (Sparassidae). Die bislang wenig erforschte Art ist nach dem 2016 verstorbenen britischen Pop-Musiker David Bowie benannt.

## Merkmale

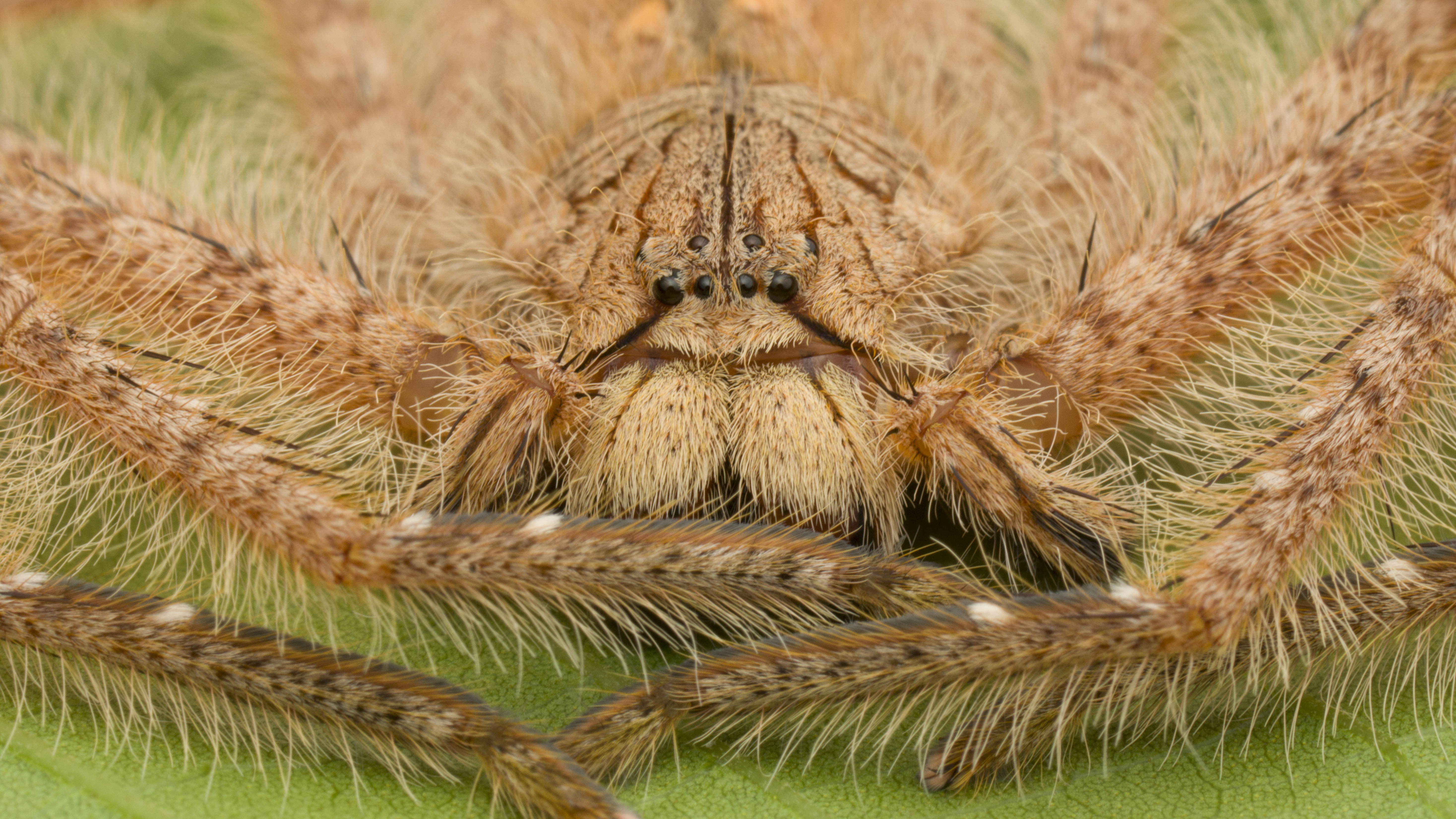
Detailansicht eines Weibchens

Weibchen von Heteropoda davidbowie erreichen eine Körperlänge von 21,3 bis 25,3 und Männchen eine von 15,3 bis 18,2 Millimetern. Die Dorsalseite des Weibchens variiert zwischen grau und rotbraun und ist mit mehreren Flecken versehen. Der Körper verfügt über eine kurze und dichte Behaarung, aus der einzelne längere und hellorangene Haare herausstechen. Die Beine des Weibchens sind mit helleren Bereichen versehen, die wiederum mit dunklen Flecken ringelartig besetzt sind. Auf dem Abdomen befindet sich eine ventral verlaufende dunkle Linie, umgeben von roten Haaren. Die Pedipalpen sind schwarz. Am hinteren Ende nah den Spinnwarzen befindet sich beim weiblichen Tier ein heller triangonaler Fleck. Die Färbung des Männchens gleicht überwiegend dem des Weibchens, es besitzt aber eine überwiegend stärker rotbraune Oberseite und ihm fehlt der dreieckige Fleck nah der Spinnwarzen.

## Vorkommen
Die südostasiatische Art bewohnt Malaysia, Singapur und Indonesien einschließlich Sumatra. Während die ausgewachsenen Tiere überwiegend auf Baumrinde anzutreffen sind, so bewohnen die Jungspinnen vornehmlich Laubstreu und das Blattwerk verschiedener Sträucher.

## Systematik und Grund des Artennamens
Heteropoda davidbowie wurde 2008 vom Arachnologen Peter Jäger erstbeschrieben und erfuhr seitdem keine Namensänderungen oder Umstellungen. Die Art zählt mit einigen anderen im Bereich der Biologie zu denen, die nach einer prominenten Person benannt wurden. Wie bei den anderen ist auch der Artname von Heteropoda davidbowie ein Dedikationsname, der den Musiker ehren und größere Aufmerksamkeit auf die neu beschriebene Art lenken soll. Andere Arten der Gattung, wo dies der Fall ist, sind Heteropoda helge als Anspielung auf den Kabarettisten Helge Schneider, Heteropoda hildebrandti, benannt nach Dieter Hildebrandt, Heteropoda ninahagen, nach der Sängerin Nina Hagen, und Heteropoda richlingi als Anspielung auf Mathias Richling und Heteropoda udolindenberg, benannt nach dem Sänger Udo Lindenberg. Auch diese Arten wurden 2008 von Peter Jäger erstbeschrieben. Die Gründe für die Auswahl eines Artennamens nach einer prominenten Person können unterschiedlich sein. Im Falle von Heteropoda davidbowie soll zusammen mit anderen von Jäger zur gleichen Zeit erstbeschriebenen Arten der Gattung durch die erhoffte erhöhte Aufmerksamkeiten der Artnamen auf den Rückgang natürlicher Lebensräume und somit einer Gefährdung der Artenvielfalt hingewiesen werden.